# Immortalized
Immortalized je šesti album američkog heavy metal sastava Disturbed.
Album je objavljen 21. kolovoza 2015. godine, a objavila ga je diskografska kuća Reprise Records, te je ujedno Disturbedov prvi album nakon Asyluma iz 2010., što označava najdulju stanku između objava albuma u povijesti sastava. U prvom tjednu prodaje albuma, album se prodao u više od 98, 000 kopija, te je bio 5 na Billboard 200 ljestvici.
Disturbed je jedini sastav koji je ostvario takvo što, uz Metallicu i Dave Matthews Band. Sastav je također postigao uspjeh s trećim singlom, remakeom pjesme iz 1964. "The Sound of Silence" od Simon & Garfunkel, što je označilo Disturbedov najpopularniji singl na Billboard Hot 100 ljestvici – na 42. mjestu. i također ima šansu postati najpoznatija pjesma sastava.

## Popis pjesama
| 1.    | »The Eye of the Storm«       | 1:20 |
| 2.    | »Immortalized«               | 4:17 |
| 3.    | »The Vengeful One«           | 4:12 |
| 4.    | »Open Your Eyes«             | 3:57 |
| 5.    | »The Light«                  | 4:16 |
| 6.    | »What Are You Waiting For«   | 4:03 |
| 7.    | »You're Mine«                | 4:55 |
| 8.    | »Who«                        | 4:46 |
| 9.    | »Save Our Last Goodbye«      | 4:59 |
| 10.   | »Fire It Up«                 | 4:05 |
| 11.   | »The Sound of Silence«       | 4:08 |
| 12.   | »Never Wrong«                | 3:33 |
| 13.   | »Who Taught You How to Hate« | 4:57 |
| 53:28 |                              |      |

## Zasluge
Disturbed
- David Draiman – vokali, prateći vokali
- Dan Donegan – glavna i ritam gitara, bas-gitara, EBow, klavijature, prateći vokali, akustična gitara i klavir na pjesmi "The Sound of Silence"
- Mike Wengren – bubnjevi, udaraljke, prateći vokali i timpani na pjesmi "The Sound of Silence"